# Анпилов, Андрей Дмитриевич
Анпи́лов Андре́й Дми́триевич (род. 17 апреля 1956) — русский советский прозаик и поэт, исполнитель авторской песни, художник-график.
Член Союза писателей Москвы.
Член жюри Московского фестиваля (1998), Пушкинских фестивалей (1997, 1998).

## Биография
Окончил факультет прикладного искусства Московского текстильного института в 1984 году.
Стихи и песни начал сочинять в 1972 году. Участник творческих объединений «Театр песни», «Прямая речь», «Весь» и «Первый круг» (художественный руководитель в 1987—1992 гг.). Играет на шестиструнной гитаре. Концертирует 40 лет. Вместе с Михаилом Кочетковым порой выступает в импровизационной программе «Два алкоголика на даче».
Стихи, проза, статьи публиковались в журналах Новый мир, Арион, Октябрь, Фома, НЛО, Волга и др.

## Цитата
…Главенствующей для Андрея Анпилова является стихия словесная. Самое однако удивительное, что когда он читает стихи свои, то они — во всяком случае, при прослушивании диска — звучат очень музыкально-выразительно. Не всем поэтам это дано, не у всех представителей пишущей братии это получается. И поэтому такие стихи, как «Туман», «Снегопад на луне», «Верный способ», «Восьмое марта», «С ногами залезу на темный диван», да и все прочие — и звучат, и воспринимаются мной именно как песни— Бенедикт Бурых

## Книги
«Письмо счастья» (Рассказы и повесть, 1993)
«Загадочные пупырышки» (Стихи для детей, 1995)
«Небесный портной» (Стихи, 1998)
«Подозрительное затишье» (Стихи для детей, 2002)
«Домашние тапочки» (Стихи, 2002)
«Игольное ушко» (Стихи, 2009)
«Воробьиный куст» (Стихи, 2017)
«Русские праздники» (Стихи и рассказы для детей, 2017) 
"Hintergrund" (проза "Дальний план", перевод на немецкий А.Вайе, изд.Osburg Verlag, 2020)

## CD
«Швейная машинка» (Студия «Остров», 1998)
«Остров сокровищ» (Студия «Остров», 1999)
«Парусники, птицы, острова» (Азия-плюс, 2003)
диск в серии «Российские барды» (Мороз-рекордз, 2004)
«Между нами» (Муз-пром, 2005)
«Новые песни» (Азия-плюс, 2008)
«Старые песни»(Муз-пром, 2012)
«Дорога на север» (Муз-пром, 2012)
«Город Пушкин» (Муз-пром, 2012)
«Грасиас а ла вида», переводы (Муз-пром, 2012)
"Церковь в бывшем кинотеатре" (Липецк, ПМКЦ "Экклезиаст", 2018) 
"Голубой Дунайчик" (Москва, изд.Каравелла, 2020)

## Зарубежные творческие поездки
- Израиль (1995, 2012)
- Франция (1999, 2000, 2004, 2005, 2008)
- США (2001, 2002, 2008, 2011)
- Германия (2003, 2005, 2008, 2011, 2019-20)
- Кипр (2000—2013)
- Канада (2008)
- Австрия (2011, 2012)
- Италия (2012)